# Pałykawickija Chutary (przystanek kolejowy)
Pałykawickija Chutary (biał. Палыкавіцкія Хутары; ros. Полыковские Хутора, ros. nazwa normatywna Полыковичские Хутора) – przystanek kolejowy w miejscowości Pałykawickija Chutary, w rejonie mohylewskim, w obwodzie mohylewskim, na Białorusi. Leży na linii Orsza - Mohylew.